# 75 av. J.-C.
Cette page concerne l'année 75 av. J.-C. du calendrier julien proleptique.

## Événements
- 2 octobre 76 av. J.-C. (1er janvier 679 du calendrier romain)  : début à Rome du consulat de Gaius Aurelius Cotta et Lucius Octavius[1].
  - Quintus Opimius est élu tribun de la plèbe. Il travaille en collaboration avec le consul Aurelius Cotta et ils promulguent la loi Aurelia, qui rend aux tribuns le droit d’aspirer aux magistratures supérieures et de reprendre ainsi leur place dans la carrière des honneurs (Lex Aurelia de tribunicia potestate)[2].
  - Rétablissement des distributions de blé à Rome, organisées par l’édile Quintus Hortensius[3].
  - Quintus Opimius est poursuivi par l'avocat Quintus Hortensius et l’ancien consul Catulus pour avoir transgressé la législation de Sylla sur le tribunat, reconnu coupable et frappé de lourdes amendes[4].
- Hiver 76-75 av. J.-C. : 
  - Date probable de la mort de Nicomède IV, roi de Bithynie (date traditionnelle 75 av. J.-C.). Il lègue son pays aux Romains, legs à l’origine de la troisième guerre de Mithridate[5].
  - Incursions de Pompée en Celtibérie[6].

- Printemps, guerre sertorienne : Metellus et Pompée repassent l’Ebre[7] ; les deux armées se séparent. Metellus bat et tue Hirtuleius à Segovia tandis que Pompée progresse sur le littoral. Il bat Perperna et Herennius, qui est tué devant Valentia qui est mise à sac. Pompée et son lieutenant Afranius rencontrent Sertorius et Perperna dans la vallée inférieure du Sucro, au sud de Valentia. Le combat reste indécis, et Sertorius entend prendre l’avantage, mais le lendemain l’armée de Metellus le prend à revers et il doit se retirer. Une nouvelle bataille devant Sagonte est elle aussi indécise  : Sertorius bat Pompée dont le beau-frère C. Memmius est tué, mais Perperna est battu par Metellus. Sertorius se réfugie à Clunia, où il est assiégé, mais parvient à faire subir aux assaillants des pertes importantes, avant qu'ils ne se retirent avec l’arrivée de l’hiver, Metellus en Gaule et Pompée au nord de l’Ebre[6].
- Hiver 75-74 av. J.-C. : Pompée et Metellus demandent des renforts à Rome. Alliance de Sertorius avec Mithridate VI contre Rome : Mithridate accepte d'envoyer des navires et de l'argent en échange de conseillers militaires[6].

## Naissances
- Pompée le Jeune, homme politique et général romain.